# Die Frau in Gold (2015)
Die Frau in Gold (Originaltitel: Woman in Gold) ist ein US-amerikanisches Filmdrama von Simon Curtis mit Helen Mirren in der Hauptrolle. Der Film wurde unter anderem in Wien, Los Angeles, Beverly Hills und London gedreht. Er hatte seine Premiere am 9. Februar 2015 bei den Internationalen Filmfestspielen Berlin 2015. Im Vereinigten Königreich und den Vereinigten Staaten lief der Film am 10. April 2015 an. Der deutsche Kinostart war am 4. Juni 2015.

## Handlung

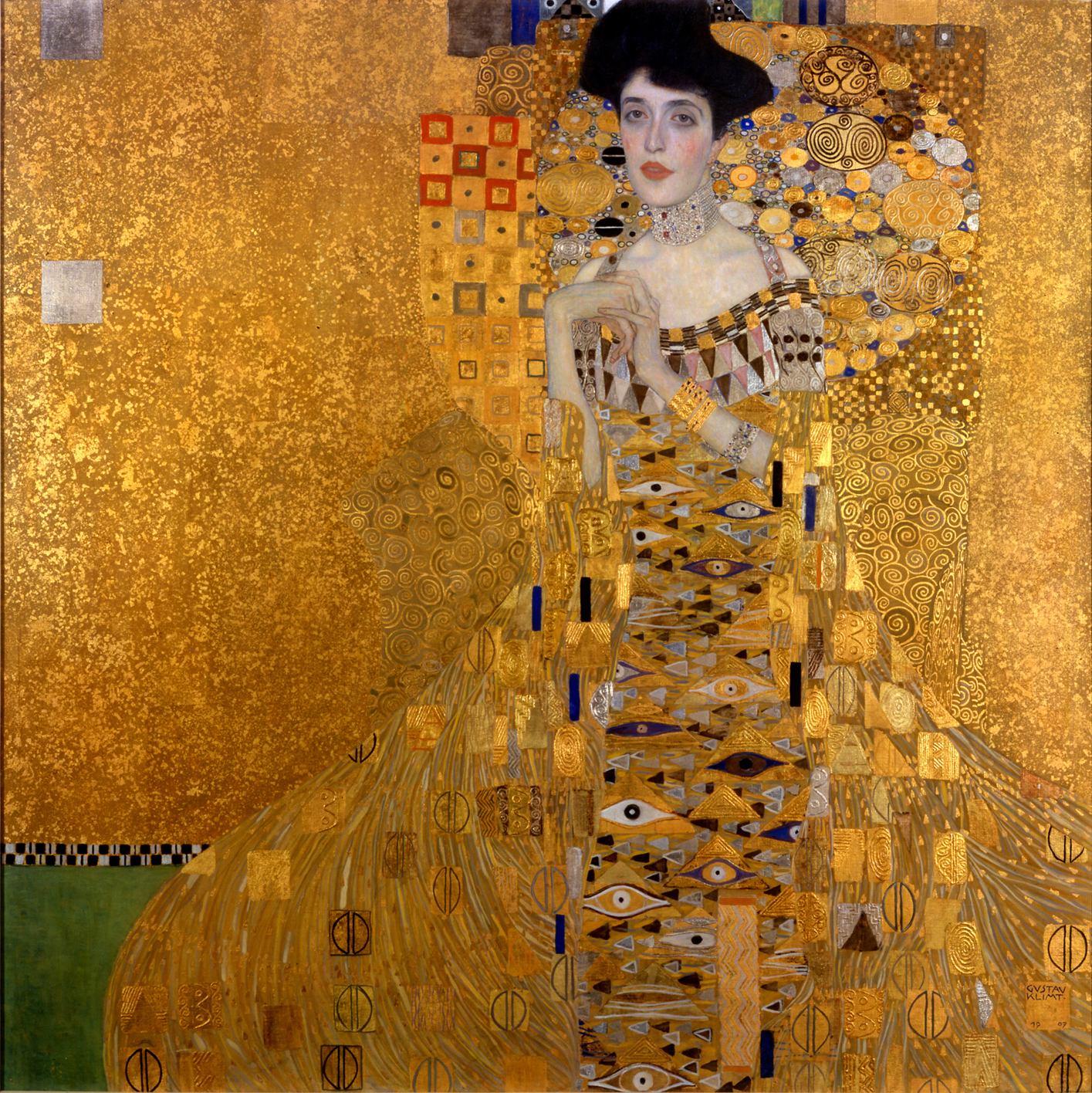
Adele Bloch-Bauer I (1907)

Der Spielfilm erzählt, mit einigen Freiheiten gegenüber den tatsächlichen Geschehnissen, die Geschichte um die Rückgabe (Restitution) einiger Klimt-Gemälde, die die Nationalsozialisten enteignet hatten (Raubkunst). Die Dramaturgie beleuchtet vor allem das Porträt der Adele Bloch-Bauer (Adele Bloch-Bauer I, später auch als „Goldene Adele“ bezeichnet), das Gustav Klimt 1907 gemalt hatte. Der Wiener Industrielle Ferdinand Bloch-Bauer hatte das Porträt seiner Frau in Auftrag gegeben und bezahlt. Nach acht Jahren juristischen Kampfes gegen die Republik Österreich erfolgte 2006 die Rückgabe an die Erben, vertreten durch Maria Altmann, Nichte von Adele Bloch-Bauer.

## Hintergrund
Die Gemälde waren vom NS-Regime beschlagnahmt und der Familie nach 1945 von der Republik Österreich nicht zurückgegeben worden. Der Film greift über hundert Jahre bis zu Gustav Klimt zurück, blendet Maria Altmanns Geschichte ein, insbesondere die Tage des Einmarsches der Wehrmacht in Österreich 1938, schildert aber vor allem Maria Altmanns mehrjährigen Kampf um fünf Klimt-Werke um das Jahr 2000 und danach und die Haltung, die das offizielle Österreich damals als Nutznießer des NS-Kunstraubs auf Veranlassung von Unterrichtsministerin Elisabeth Gehrer gegenüber Maria Altmann und ihren Miteigentümern einnahm. Dem Unterrichtsministerium untersteht die Österreichische Galerie Belvedere, in der die „Goldene Adele“ fast sechzig Jahre lang als eine der Hauptattraktionen zu sehen war.
Bei ihrem Kampf wurde Altmann, wie der Film zeigt, vom jungen und anfangs noch naiven US-amerikanischen Anwalt E. Randol Schoenberg, Enkel des Wiener Komponisten Arnold Schönberg, unterstützt. Der Film erzählt, wie sein anfängliches Interesse an einem guten Honorar in der Folge dem grundsätzlichen Bedürfnis wich, das Unrecht, das Familie Bloch-Bauer erlitten hatte, wiedergutzumachen – auch aus der eigenen Familiengeschichte heraus. Das tatsächlich vereinbarte Honorar war 40 Prozent des Verkaufserlöses der Gemälde; obwohl die genaue Summe nicht öffentlich wurde, ist die Rede von mehr als 100 Millionen Dollar. Schoenberg spendete davon sieben Millionen für den Bau des Los Angeles Museum of the Holocaust.
Der im Film von Daniel Brühl dargestellte österreichische Publizist Hubertus Czernin hatte, wie Olga Kronsteiner im Wiener Standard schrieb, die für Altmann relevanten Dokumente gefunden und die Erben über ihre Rechte informiert. Seine tatsächliche Bedeutung für den Fall wurde Kronsteiner zufolge im Film zugunsten der Rolle des Anwalts Schoenberg reduziert.
Die Frau in Gold wurde inspiriert von Stealing Klimt, einem 2007 entstandenen, 86-minütigen Dokumentarfilm, sowie von E. Randol Schoenberg, Hubertus Czernin und vielen Anderen.
Maria Altmann erlebte 2006 noch die Rückgabe der Bilder und starb 2011 im Alter von 94 Jahren.

## Abweichungen von der Realität
Der Film weist, wie Kritiker in Österreich festhielten, einige Abweichungen von der Realität auf:
- „Denn gewiss war es nicht Maria Altmanns Rechtsanwalt und Enkel des Komponisten Arnold Schönberg, der die Causa ins Rollen brachte“, schrieb Olga Kronsteiner im Wiener Standard. „Ein Eindruck, der entsteht, eben weil Faktentreue in bestimmten Sequenzen fehlt. Sie tritt zugunsten des Darstellers in den Hintergrund, der beim Publikum dafür Sympathiepunkte sammeln darf.“ Hubertus Czernin habe vielmehr die Erben informiert und Dokumente recherchiert.[10]
- Zu Czernin, der den „nationalsozialistischen Kunstraub so penibel wie kein anderer Journalist in Österreich“ bearbeitet, den Restitutionsfall Bloch-Bauer „ins Rollen“ gebracht und das Testament von Adele Bloch-Bauer gefunden habe, behauptet der Film, die NSDAP-Mitgliedschaft seines Vaters sei „Initialzündung“ für seine Recherchen gewesen. Tatsächlich habe Czernin aber, wie Stefan Grissemann im Nachrichtenmagazin profil richtigstellt, erst 2006 von dieser Mitgliedschaft erfahren, also lang nach seinen Recherchen zum Kunstraub. Außerdem sei Vater Czernin vom NS-Regime letztlich wegen Hochverrats angeklagt worden.[13]
- In der Wiener Tageszeitung Kurier wurde von Thomas Trenkler moniert, der Film biete „einen verfälschten Blick auf eine wahre Geschichte.“ Die Restitutionsgeschichte werde „sehr tendenziös nacherzählt“. Im Film werde behauptet, die Protagonisten hätten eine drohende Einreichfrist zu beachten gehabt; es gebe eine solche Frist in Österreich aber nicht. Czernin sei zurückhaltend gewesen, werde aber im Film als aufdringlich dargestellt. „Die Vorgeschichte – und damit Czernins Leistungen – werden völlig verschwiegen.“ Zu Maria Altmann hielt Trenkler fest: „Am schlimmsten ist wohl die Rückblende ins Jahr 1938, als sie ihren kranken Vater in Wien zurücklässt. In Wirklichkeit blieb sie bei ihm – trotz der Gefahren: ‚Ich hätte meinen Vater nie verlassen. Er starb im Juli 1938 eines natürlichen Todes.‘ Und dann erst floh sie mit ihrem Mann.“[14]

## Deutsche Fassung
Die deutsche Synchronfassung wurde nach dem Dialogbuch und unter der Regie von Antonia Ganz durch die FFS Film- & Fernseh-Synchron GmbH, München/Berlin realisiert.
| Rolle                     | Darsteller          | Synchronsprecher         |
| ------------------------- | ------------------- | ------------------------ |
| Maria Altmann             | Helen Mirren        | Kerstin Sanders-Dornseif |
| E. Randol Schoenberg      | Ryan Reynolds       | Dennis Schmidt-Foß       |
| Hubertus Czernin          | Daniel Brühl        | Daniel Brühl             |
| Pam Schoenberg            | Katie Holmes        | Dascha Lehmann           |
| junge Maria Altmann       | Tatiana Maslany     | Jacqueline Belle         |
| Frederick „Fritz“ Altmann | Max Irons           | Patrick Roche            |
| Sherman                   | Charles Dance       | Leon Rainer              |
| Adele Bloch-Bauer         | Antje Traue         | Antje Traue              |
| Richterin Florence Cooper | Elizabeth McGovern  | Nina Herting             |
| William H. Rehnquist      | Jonathan Pryce      | Lutz Riedel              |
| Barbara Schoenberg        | Frances Fisher      | Liane Rudolph            |
| Gustav Klimt              | Moritz Bleibtreu    | Moritz Bleibtreu         |
| Heinrich                  | Tom Schilling       | Tom Schilling            |
| Gustav Bloch-Bauer        | Allan Corduner      | Michael Hanemann         |
| Ferdinand Bloch-Bauer     | Henry Goodman       | Bodo Wolf                |
| Therese Bloch-Bauer       | Nina Kunzendorf     | Nina Kunzendorf          |
| Dreimann                  | Justus von Dohnányi | Justus von Dohnányi      |
| Elisabeth Gehrer          | Olivia Silhavy      | Olivia Silhavy           |
| Rudolf Wran               | Ludger Pistor       | Hans-Jürgen Stockerl     |
| Ronald Lauder             | Ben Miles           | Oliver Siebeck           |
| Stan Gould                | Rolf Saxon          | Helmut Gauß              |
| Franks                    | Harry Ditson        | Rüdiger Evers            |
| Anna                      | Cornelia Ivancan    | Nicole Hannak            |
| Restitutionszeugin        | Dagmar Schwarz      | Kornelia Boje            |
| Restitutionszeuge         | Gideon Singer       | Friedhelm Ptok           |
| Dr. Bernhard Köhler       | Alexander E. Fennon | Frank Muth               |

Die von der deutschen Hörfilm gGmbH für die DVD-Veröffentlichung produzierte und von Uta Maria Torp gesprochene Audiodeskription wurde 2016 in der Kategorie Kino für den deutschen Hörfilmpreis nominiert.

## Rezeption
Der Film erhielt gemischte Kritiken. Bei Rotten Tomatoes sind 53 % der Kritiken positiv bei insgesamt 100 Kritiken; die durchschnittliche Bewertung in der Internet Movie Database beträgt 7.3/10. Im Kritikerkonsens heißt es: „Woman in Gold lebt von seinen talentierten Hauptdarstellern, aber die starke Darstellung von Helen Mirren und Ryan Reynolds genügt nicht, um die enttäuschende Umsetzung einer spannenden und wahren Geschichte auszugleichen.“